# Неполомицький замок
Королівський замок у Неполомицях (пол. Zamek Królewski w Niepołomicach) — замок, що розташований у центрі міста Неполомиці Велицького повіту Малопольського воєводства в Польщі. Замок часто називають «другим Вавелем».

## Історія
Замок було побудовано за наказом польського короля Казимира III у середині XIV століття.  З нього розпочалися мисливські виправи до сусідньої Неполомицької пущі. Першопочатково він мав виконувати також оборонні функції. Замок складався з трьох веж, будівель південного та східного крил і куртинових мурів навколо подвір’я.  
Розбудову замку продовжили наступні королі: Владислав II Ягайло, Сигізмунд I Старий, а згодом і Сигізмунд II Август. За часів короля Владислава Ягайла на замку проводилися коронні з'їзди, також тут відбувалися суди. За часів Сигізмунда I Старого ґрунтовно перебудували замок, надавши йому форму чотирикутника з внутрішнім подвір’ям. Під час епідемії у Кракові у 1527 році замок слугував притулком для королівського двору. В 1550 році велика пожежа знищила східне та північне крила. 
За правління короля Сигізмунда II Августа замок було відновлено та перебудовано. Роботи здійснювали у 1551—1568 роках під керівництвом Томаша Гжимали та скульптора Санті Гуччі. Серед іншого побудували сходи з боку подвір'я та клуатри, оперті на три стовпи. Завдяки королеві Боні Сфорці поблизу з південним крилом замку заклали італійські сади («сади королеви Бони»). З кінця XVI століття замок перейшов у володіння шляхетських родин: Цурилів[джерело?], Браницьких та Любомирських. Вони змінювали лише замкові  інтер’єри, у тому числі каміни та стелі. У 1635—1637 роках у ранньобароковому стилі було перебудовано клуатри. 
Вторгнення шведів у 1655 році поклало край процвітанню замку. Його перетворили на продовольчий склад, костел був зруйнований, а місто розграбоване. Зі середини XVIII століття замок став власністю короля Августа II Сильного, а згодом його сина — Августа III Фрідріха. Вони лише здійснили певні спроби ремонту замку. Після першого поділу Речі Посполитої в 1772 році замок і місто перейшли під владу Австрії. Австрійці змінили вигляд замку, призначивши його під казарми, та розібрали третій поверх, зміцнили мури контрфорсами. З другої половини XIX століття до Першої світової війни замок виконував житлові та складські функції. У міжвоєнний та післявоєнний період замок був громадським об’єктом. Після Другої світової війни будівля поступово почала занепадати. У 1991 році замок став власністю гміни, з того ж часу розпочалися комплексні роботи з його реновації. Ремонтні роботи було завершено в 2007 році.

## Сучасність
В наш час замок відкритий для відвідування туристами. Тут також розміщується готель та конференц-центр. У замкових палатах функціонує природничий музей, в якому виставляються мисливські експонати, а також колекції Влоджімєжа Пухальського. Центр культури «Замок» регулярно організовує концерти, спектаклі, лицарські вистави та виставки. У замку знаходиться також садиба хору Товариства любителів музики та співу у Неполомицях «Кантата». 

## Світлини

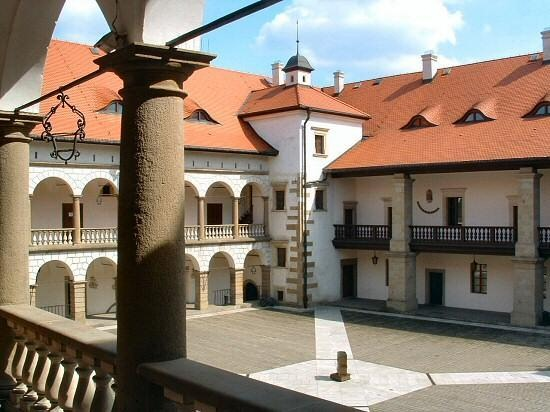
Замкове подвір'я
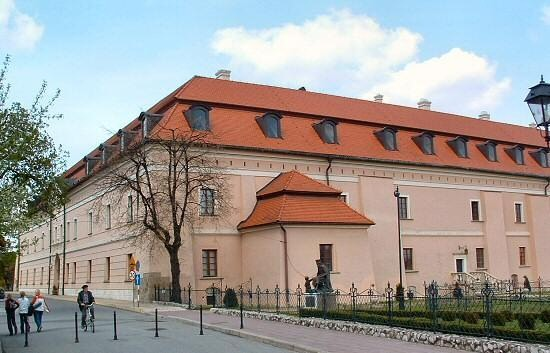
Західний та південний фасади замку